# Omphalotropis mutica
Omphalotropis mutica is een slakkensoort uit de familie van de Assimineidae. De wetenschappelijke naam van de soort is voor het eerst geldig gepubliceerd in 1897 door Möllendorff.